# Teratophthalma monochroma
Teratophthalma monochroma is een vlindersoort uit de familie van de prachtvlinders (Riodinidae), onderfamilie Riodininae.
Teratophthalma monochroma werd in 1910 beschreven door Stichel.